# Los Angeles Rams 1952
La stagione 1952 dei Los Angeles Rams è stata la 15ª della franchigia nella National Football League e la settima a Los Angeles I Rams campioni in carica con un record di 9-3 fecero ritorno ai playoff dove furono eliminati in finale di conference dai Detroit Lions, chiudendo una striscia di tre apparizioni consecutive in finale.

## Calendario

### Stagione regolare
| Stagione regolare |                        |           |
| Turno             | Avversario             | Risultato |
| 1                 | at Cleveland Browns    | S 37–7    |
| 2                 | Detroit Lions          | S 17–14   |
| 3                 | at Green Bay Packers   | V 30–28   |
| 4                 | at Detroit Lions       | S 24–16   |
| 5                 | Chicago Bears          | V 31–7    |
| 6                 | Dallas Texans          | V 42–20   |
| 7                 | at Dallas Texans       | V 27–6    |
| 8                 | at Chicago Bears       | V 40–24   |
| 9                 | San Francisco 49ers    | V 35–9    |
| 10                | at San Francisco 49ers | V 34–21   |
| 11                | Green Bay Packers      | V 45–27   |
| 12                | Pittsburgh Steelers    | V 28–14   |

### Playoff
| Playoff    |                  |                  |           |          |
| Turno      | Data             | Avversario       | Risultato | Pubblico |
| Divisional | 21 dicembre 1952 | at Detroit Lions | S 31–21   | 47.645   |

## Classifiche
| NFL National Conference |   |    |   |      |      |     |     |     |
|                         | V | S  | P | %    | CONF | PF  | PS  | STR |
| Detroit Lions           | 9 | 3  | 0 | .750 | 7–3  | 354 | 192 | V3  |
| Los Angeles Rams        | 9 | 3  | 0 | .750 | 8–2  | 349 | 234 | V8  |
| San Francisco 49ers     | 7 | 5  | 0 | .583 | 6–3  | 285 | 221 | V1  |
| Green Bay Packers       | 6 | 6  | 0 | .500 | 3–6  | 295 | 312 | S3  |
| Chicago Bears           | 5 | 7  | 0 | .417 | 4–6  | 245 | 326 | V1  |
| Dallas Texans           | 1 | 11 | 0 | .083 | 1–9  | 182 | 427 | S2  |

Nota: I pareggi non venivano conteggiati ai fini della classifica fino al 1972.